# Emily Jane White
Emily Jane White, född 1982, är en amerikansk singer/songwriter. Hennes debutalbum, Dark Undercoat, släpptes 2007. Whites musik är influerad av artister som PJ Harvey och Kate Bush.

## Diskografi
- 2007 – Dark Undercoat
- 2009 – Victorian America
- 2010 – Ode to Sentience
- 2013 – Blood / Lines
- 2016 – They Moved In Shadow All Together
- 2019 – Immanent Fire